# Palliduphantes dentatidens
Palliduphantes dentatidens är en spindelart som först beskrevs av Simon 1929.  Palliduphantes dentatidens ingår i släktet Palliduphantes och familjen täckvävarspindlar. Inga underarter finns listade i Catalogue of Life.